# 殷正声
殷正声（1949年2月—），中国设计理论家、教育家，原同济大学艺术设计系主任。

## 生平
殷正声出生于湖北汉阳（一说上海）。1965年起，先后在上海电表厂、上海仪表局从事产品设计等工作，并曾在上海人民美术出版社从事连环画创作。1980年参加第一机械工业部在湖南大学举办的第一届仪表造型训练班。1982年日本工业设计专家吉冈道隆赴湖南大学讲学，殷正声受其赏识，获邀赴日本留学。1986年他前往日本千叶大学深造，与王明旨、吴静芳、张福昌等同为改革开放后最早一批赴日本学习工业设计的中国学者之一。1990年获硕士学位，后任职于东芝设计中心。1992年回到中国，任教于同济大学建筑与城市规划学院，历任副教授、教授、系副主任、系主任等。2005年创办《大设计》杂志。后推动成立同济大学设计创意学院。此外，他还曾任上海市工业设计协会副理事长、中国工业设计协会常务理事、日本设计学会正会员等。